# ルイジアナ大学システム
ルイジアナ大学システム（英語: University of Louisiana System）は、アメリカ合衆国ルイジアナ州の州立大学群。本部はバトンルージュにある。

## 構成機関
- ルイジアナ大学ラファイエット校
- ルイジアナ大学モンロー校（英語版）
- グランブリング州立大学（英語版）
- サウスイースタン・ルイジアナ大学（英語版）
- ニコルズ州立大学（英語版）
- ニューオーリンズ大学（英語版）
- ノースウェスタン州立大学（英語版）
- マクニーズ州立大学（英語版）
- ルイジアナ工科大学（英語版）